# Teoria wielkiego zderzenia

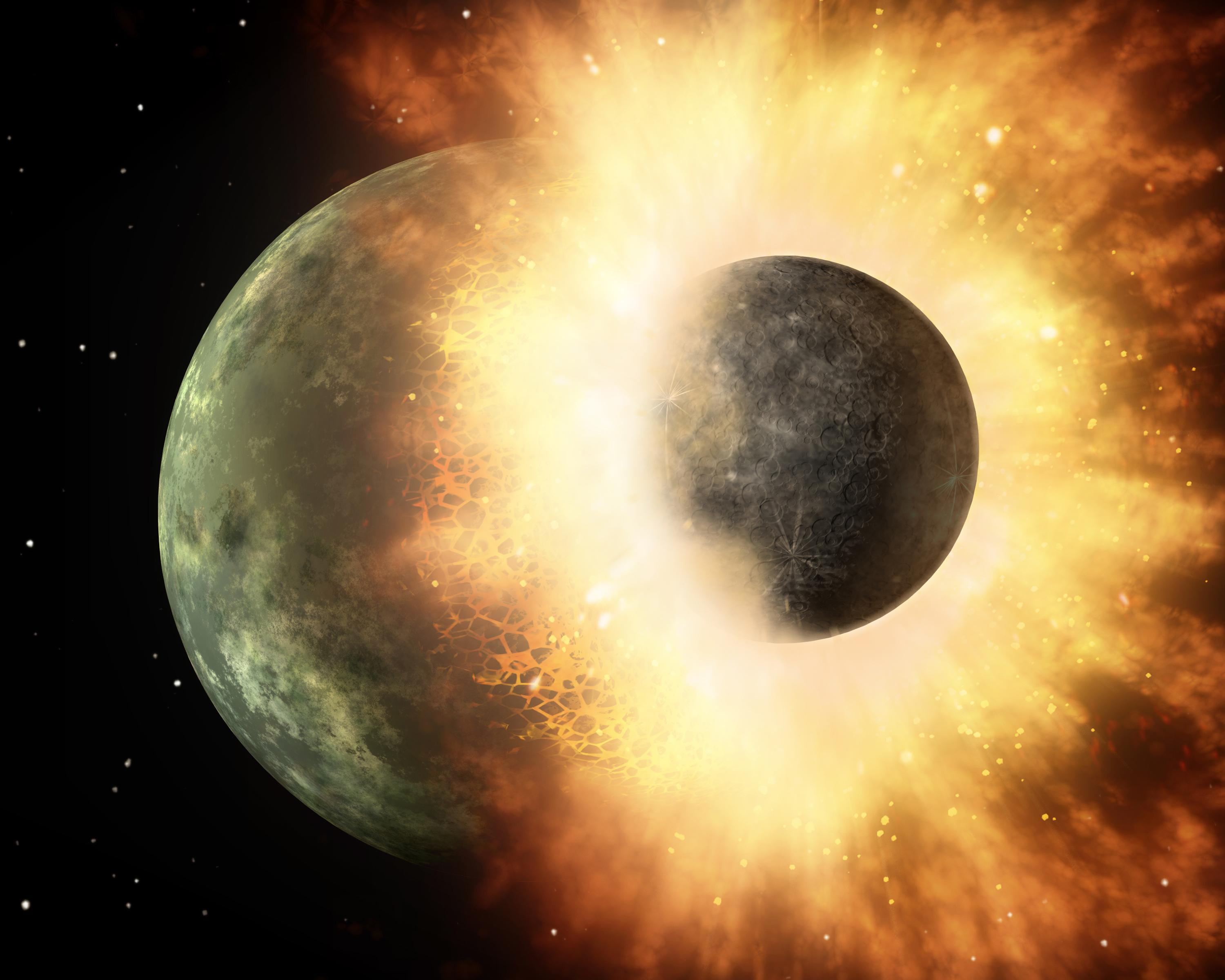
Wielkie zderzenie – wizja artystyczna

Wielkie zderzenie

Teoria wielkiego zderzenia – aktualnie dominująca teoria naukowa opisująca pochodzenie Księżyca. Według tej teorii Księżyc powstał w wyniku kolizji między młodą Ziemią oraz planetą wielkości Marsa, nazywaną w tej teorii Theą, rzadziej Orfeuszem. Obydwie nazwy pochodzą z mitologii greckiej. Tytanida Teja (Theia) była matką bogini Księżyca – Selene. Nazwę Thea hipotetycznej planecie nadali astronomowie niemieccy.

## Przebieg zdarzenia

Animacja formującej się Thei w ziemskim punkcie libracyjnym L_{5} oraz jej ruch aż do zderzenia. Każda klatka animacji to czas odpowiadający jednemu rokowi ziemskiemu, dlatego też Ziemia wydaje się nie poruszać.

Według tej hipotezy Thea uformowała się w punkcie libracyjnym Ziemi, to znaczy na tej samej orbicie, ale około 60° przed lub za Ziemią. Kiedy protoplaneta Thea urosła do rozmiarów Marsa, jej masa stała się za duża, aby mogła utrzymać stabilne położenie względem Ziemi. Wtedy odległość kątowa między Ziemią i Theą zaczęła podlegać coraz większym oscylacjom, aż w końcu nastąpiło zderzenie.
Zdarzyło się to 4,533 miliarda lat temu, czyli tylko 34 miliony lat po uformowaniu się Ziemi – Thea uderzyła Ziemię pod kątem (nie centralnie), ulegając zniszczeniu, oraz wyrzucając większość swojej masy i znaczną część masy płaszcza Ziemi w kosmos. Symulacje komputerowe wskazują, że około 2% masy Thei po wyrzuceniu w kosmos utworzyło orbitujący wokół Ziemi pierścień materii. W ciągu stu lat po uderzeniu około połowa masy pierścienia skumulowała się, tworząc Księżyc. Pierwotny okres obrotu i nachylenie osi proto-Ziemi uległy po uderzeniu zmianie. Dzięki powstałemu nachyleniu osi obrotu zachodzi zjawisko pór roku.
Funkcjonuje pogląd, że gdyby nie doszło do zderzenia, a Thea nie zmieniła ziemskiej orbity i kąta nachylenia osi, to znany nam typ życia mógłby nie powstać z powodu niesprzyjającego klimatu. Są to jednak niepotwierdzone spekulacje.
Być może nie cały materiał pierścienia połączył się od razu. Grubsza skorupa niewidocznej strony Księżyca sugeruje, że drugi księżyc o średnicy około tysiąca kilometrów powstał w punkcie libracyjnym Księżyca. Po kilkudziesięciu milionach lat, kiedy dwa księżyce oddaliłyby się od Ziemi, słoneczne efekty pływowe uczyniłyby orbitę mniejszego niestabilną, prowadząc do kolejnego zderzenia z małą prędkością, które rozpłaszczyłoby mniejszy księżyc na tym, co jest teraz niewidoczną stroną.

## Trudności
Nawet dominująca teoria pochodzenia Księżyca ma luki, które nie zostały jeszcze wyjaśnione. Oto kilka z nich:
- Część księżycowych pierwiastków lotnych nie jest tak uszczuplona, jak wynika to z teorii wielkiego zderzenia.
- Nie ma pewności, że Ziemia miała kiedykolwiek ocean magmy, który byłby rezultatem uderzenia Thei.
- Jeśli protoksiężycowa materia pochodzi od ciała, które uderzyło w Ziemię, Księżyc powinien być bogaty w pierwiastki syderofilne[3] (zob. syderofiry), podczas gdy w rzeczywistości jest w nie ubogi.
- Skład izotopowy pierwiastków wchodzących w skład skał księżycowych jest praktycznie identyczny, jak w skałach ziemskich, podczas gdy wszystkie symulacje komputerowe pokazują, że przy przyjętych założeniach 60%-80% Księżyca pochodziłoby z materiału protoplanety Thei, która powinna znacznie różnić się swoim składem izotopowym[4].